# 1944-es magyar úszóbajnokság
Az 1944-es magyar úszóbajnokságot augusztusban és szeptemberben rendezték meg. Tátos és Végházi 800 és 1500 méter gyorson fegyelmi okok miatt nem indulhatott.

## Eredmények

### Férfiak
| Versenyszám                            | Arany                                                         | Arany   | Ezüst                                                       | Ezüst   | Bronz                                                     | Bronz   |
| -------------------------------------- | ------------------------------------------------------------- | ------- | ----------------------------------------------------------- | ------- | --------------------------------------------------------- | ------- |
| 100 m gyorsúszás Döntő:                | Eleméri Rezső MAC                                             | 1:00,8  | Szathmáry Elemér Újpesti TE                                 | 1:01,.2 | Angyal II TSC                                             | 1:02,2  |
| 200 m gyorsúszás Döntő:                | Tátos Nándor Ferencvárosi TC                                  | 2:17,6  | Eleméri Rezső MAC                                           | 2:18,5  | Végházi Richárd BBTE                                      | 2:19    |
| 400 m gyorsúszás Döntő:                | Tátos Nándor Ferencvárosi TC                                  | 5:05,6  | Vörös Ferenc MUE                                            | 5:08,2  | Végházi Richárd BBTE                                      | 5:15,8  |
| 800 m gyorsúszás Döntő:                | Vörös Ferenc MUE                                              | 10:45,6 | Eleméri Rezső MAC                                           | 10:12,6 | Balla MAFC                                                | 11:21,4 |
| 1500 m gyorsúszás Döntő: szeptember 3. | Vörös Ferenc MUE                                              | 20:08   | Hasznos István BEAC                                         | 20:39,4 | Balla MAFC                                                | 21:21   |
| 100 m hátúszás Döntő:                  | Válent Gyula MOVE Eger SE                                     | 1:12,4  | Bánki Horváth Béla MAFC                                     | 1:12,8  | Szívós István MAC                                         | 1:19,2  |
| 200 m hátúszás Döntő:                  | Válent Gyula MOVE Eger SE                                     | 2:39    | Galambos Tibor UTE                                          | 2:41    | Bánki Horváth Béla MAFC                                   | 2:48    |
| 100 m mellúszás Döntő:                 | Németh Sándor Gamma                                           | 1:12,2  | Szegedi Sándor BSE                                          | 1:13,2  | Fábián Dezső MAC                                          | 1:14,2  |
| 200 m mellúszás Döntő:                 | Németh Sándor Gamma                                           | 2:47    | Fábián Dezső MAC                                            | 2:48,2  | Hámori II MAFC                                            | 2:55,3  |
| 300 m vegyesúszás Döntő:               | Gyöngyösi László MAC                                          | 4:12,8  |                                                             |         |                                                           |         |
| 4 × 100 m gyorsváltó Döntő:            | Csuvik Oszkár Gyöngyösi László Fábián Dezső Eleméri Rezső MAC | 4:24,2  | Nagy Püllők Jenő Galambos Tibor Szathmáry Elemér Újpesti TE | 4:16,3  | Oltai Lakatos Zoltán Kádas Géza Válent Gyula MOVE Eger SE | 4:28    |
| 4 × 200 m gyorsváltó Döntő:            | Csuvik Oszkár Gyöngyösi László Fábián Dezső Eleméri Rezső MAC | 10:01,4 | Oltai Kádas Géza Lakatos Zoltán Válent Gyula MOVE Eger SE   | 10:02,2 | MUE                                                       | 10:33   |
| vegyes váltó (100+200+100) Döntő:      | Szívós István Fábián Dezső Eleméri Rezső MAC                  | 5:09    | Bánki Horváth Béla Hámori II Hámori I MAFC                  | 5:13,8  | Galambos Tibor Siklósi Pál Szathmáry Elemér Újpesti TE    | 5:15,6  |

### Nők
| Versenyszám                  | Arany                                      | Arany  | Ezüst                          | Ezüst  | Bronz                | Bronz  |
| ---------------------------- | ------------------------------------------ | ------ | ------------------------------ | ------ | -------------------- | ------ |
| 100 m gyorsúszás Döntő:      | Novák Ilona MUE                            | 1:14   | Littomeritzky Mária Szegedi UE | 1:14,3 | Kiss Irén Szegedi UE | 1:17,8 |
| 200 m gyorsúszás Döntő:      | Novák Ilona MUE                            |        | Stefán Judit Csepel            |        | Váli MAC             |        |
| 400 m gyorsúszás Döntő:      | Novák Ilona MUE                            | 6:03,2 | Baló Olga MUE                  | 6:21,4 | Stefán Judit CsGyTK  | 6:23,4 |
| 100 m hátúszás Döntő:        | Novák Ilona MUE                            | 1:21   | Kiss Irén Szegedi UE           | 1:29,9 | Gerle Mária Gamma    | 1:34   |
| 200 m mellúszás Döntő:       | Novák Éva MUE                              | 2:56,6 | Somhegyi Zsuzsa Gamma          |        | Killermann Klára MAC |        |
| 4 × 100 m gyors váltó Döntő: | Veress Killermann Klára Váli Ács Ilona MAC | 5:45,8 | Gamma                          | 5:46,8 | MUE                  | 5:47   |